# John Thomas Irvine Boswell Syme
John Thomas Irvine Boswell Syme (o (Boswell-Syme) (1 de diciembre de 1822 - 31 de enero de 1888) fue un botánico y pteridólogo escocés .
Fue curador de la "Sociedad Botánica de Edimburgo", en 1850.
Mantuvo con Darwin correspondencia científica, así el 20 de junio de 1856, Syme le da su opinión acerca de la variabilidad de las malezas y rangos de las especies comunes a EE. UU. y oeste de Europa. (enlace roto disponible en Internet Archive; véase el historial, la primera versión y la última).

## Algunas publicaciones
- 1845 - 1846. Notice of the occurence of Elocharis uniglumis. Blackness Castle, Linlithshire. Ann. Not. Hist. vi 1850, s 1845  –  1846

- 1850. Notice of some of the rarer Plants observed in Orkney during the summer of 1849. Ann. Nat. Hist. v 1850, p. 266 – 269

- Watson, HC; JTIB Syme (eds.) 1853a. The London catalogue of British plants

- Watson, HC; JTIB Syme (eds.) 1853b. The London catalogue of British plants. 4ª ed. Londres

- Watson, HC; JTIB Syme (eds.) 1857. The London catalogue of British plants. 5ª ed. ampliada. Londres

- La abreviatura «Syme» se emplea para indicar a John Thomas Irvine Boswell Syme como autoridad en la descripción y clasificación científica de los vegetales.[1]